# Croton hieronymi
Espèce
Croton hieronymi est une espèce de plantes à fleurs du genre Croton et de la famille des Euphorbiaceae présente au nord-ouest de l'Argentine.
Il a pour synonyme :
- Oxydectes hieronymi (Griseb.) Kuntze